# Ulrich Brinkmann (Soziologe)
Ulrich Brinkmann (* 1967) ist ein deutscher Sozialwissenschaftler und Professor für Soziologie mit den Schwerpunkten Organisations- und Arbeitssoziologie an der Technischen Universität Darmstadt.

## Leben
Brinkmann studierte von 1988 bis 1994 Politikwissenschaft, Volkswirtschaftslehre und Anglistik an der Universität Marburg. Mit einem Stipendium der Hans-Böckler-Stiftung verfasste er 2002 die Dissertation Umbruch von unten? Betriebliche Akteure in der ostdeutschen Transformation. Von 2002 bis 2004 war er wissenschaftlicher Mitarbeiter am Forschungsinstitut Arbeit, Bildung, Partizipation (FIAB) an der Ruhr-Universität Bochum, von 2004 bis 2008 Hochschulassistent am Lehrstuhl Arbeits-, Industrie- und Wirtschaftssoziologie an der Universität Jena, wo er sich mit der Schrift Die unsichtbare Faust des Marktes. Betriebliche Kontrolle und Koordination im Finanzmarktkapitalismus 2010 habilitierte. Nach einer zweijährigen Vertretungsprofessur ernannte ihn die Universität Trier 2010 zum Professor für Wirtschaftssoziologie. 2014 erhielt er einen Ruf an die TU Darmstadt, an der er seit dem WS 2014/15 als Professor für Soziologie mit den Schwerpunkten Organisations- und Arbeitssoziologie tätig ist.

## Politisches Engagement
Im Februar 2023 war Brinkmann Erstunterzeichner einer von Sahra Wagenknecht und Alice Schwarzer initiierten Petition, die zum Ende der militärischen Unterstützung der Ukraine im Zuge des russischen Überfalls auf die Ukraine aufruft.

## Schriften
- Umbruch von unten? Betriebliche Akteure in der ostdeutschen Transformation. Hampp, München/Mering 2002.
- mit Klaus Dörre: Finanzmarktkapitalismus – Triebkraft eines flexiblen Produktionsmodells? In: Kölner Zeitschrift für Soziologie und Sozialpsychologie. Sonderheft 45/2005: Finanzmarktkapitalismus. S. 85–116.
- Die unsichtbare Faust des Marktes. Betriebliche Kontrolle und Koordination im Finanzmarktkapitalismus. Sigma, Berlin 2011.
- gemeinsam mit Oliver Nachtwey: Postdemokratie und Industrial Citizenship. Erosionsprozesse von Demokratie und Mitbestimmung, Beltz Juventa, Weinheim, Basel 2017, ISBN 978-3-7799-3740-1.
- gemeinsam mit Maren Hassan-Beik und Lukas Zappino: Solidarität und Skepsis. Flucht, Migration, arbeitsweltliche Umbrüche und politische Entwurzelung, VSA, Hamburg 2020, ISBN 978-3-96488-016-1.